# Eunidia discomaculata
Eunidia discomaculata là một loài bọ cánh cứng trong họ Cerambycidae.